# Euscirrhopterus discifera
Euscirrhopterus discifera là một loài bướm đêm trong họ Noctuidae.